# Marcello Malpighi

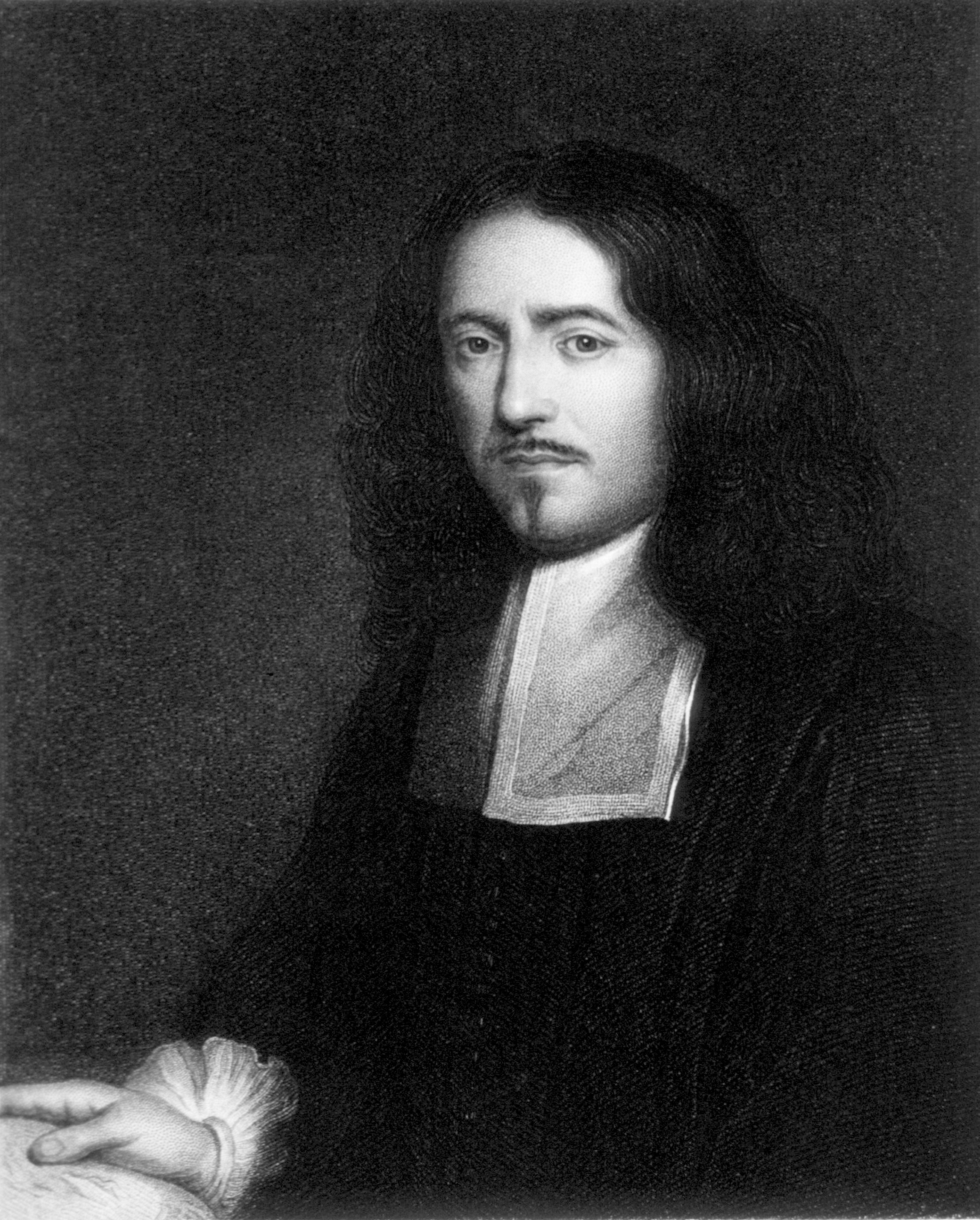
Marcello Malpighi

Marcello Malpighi (n. 10 martie, 1628, Crevalcore - d. 30 septembrie, 1694, Roma) a fost medic italian, fondatorul anatomiei microscopice, histologiei, anatomiei vegetale și fiziologiei comparative.

## Biografie

Opera omnia, 1687

S-a născut în localitatea italiană Crevalcore. La 17 ani începe studiul filozofiei la Universitatea din Bologna. După moartea părinților, este nevoit să renunțe temporar la studii pentru a prelua afacerile familiei.
În 1653 obține doctoratul în medicină și în filozofie la Universitatea din Bologna. În anul următor se căsătorește cu Francesca Massari, sora profesorului Massari, mentorul său.
La 4 martie 1669, devine membru al societății științifice Royal Society, iar din 1691 până la sfârșitul vieții este medicul personal al papei Inocențiu al XII-lea.

## Activitate

### Scrieri
- De viscerum structura exercitati
- De pulmonis epistolae